# Monte Carasso
Monte Carasso és un municipi del cantó de Ticino (Suïssa), situat al districte de Bellinzona.